# Nobody Hurt No One
Nobody Hurt No One – singiel rosyjskiej piosenkarki Natalli Padolskiej, wydany w 2005 roku. Autorami piosenki są Wiktor Drobysz, Mary Susan Applegate i JP Järvinen.
Piosenka opowiada o „walce z terroryzmem”.
Kompozycja wygrała finał krajowych eliminacji eurowizyjnych, dzięki czemu reprezentowała Rosję w 50. Konkursie Piosenki Eurowizji w Kijowie. Zajęła 15. miejsce w finale konkursu, rozgrywanego 21 maja, zdobywszy 57 punktów, w tym m.in. maksymalną notę 12 punktów z Białorusi.
Do piosenki zrealizowano oficjalny teledysk, który nakręcono w nocnym klubie Tavastia w Finlandii. Reżyserem klipu został Igor Burloff. W marcu premierę miała nowa wersja piosenki, nagrana na potrzeby Konkursu Piosenki Eurowizji.

## Lista utworów
singel CD
1. „Nobody Hurt No One” (Eurovision Version) – 3:00
2. „Nobody Hurt No One” (Radio Edit) – 3:17
3. „Nobody Hurt No One” (Daleo Remix) – 3:03
4. „Nobody Hurt No One” (Krazy Legs Ruff Mix) – 2:54
5. „Pozdno” – 3:32